# Brunello Wüthrich
Brunello Wüthrich (* 21. Juni 1938 in Sorengo bei Lugano, Tessin) ist ein Schweizer Facharzt für Dermatologie und Venerologie, Allergologie und Immunologie. Er war bis zu seiner Emeritierung im Jahr 2003 ausserordentlicher Professor an der Medizinischen Fakultät Zürich sowie Leiter der Allergiestation am Universitätsspital Zürich.

## Leben
Wüthrich legte in Lugano seine Matura ab. Er studierte anschließend von 1956 bis 1963 Medizin an der Universität Zürich und absolvierte ein Auslandssemester in Paris. Nach dem Staatsexamen wirkte er als Assistenzarzt von 1963 bis 1964 in der Medizinischen Abteilung des Stadtspitals Lugano und ab 1965 bis Ende Juni 2003 an der Dermatologischen Universitätsklinik Zürich. Dort wurde er dann Oberarzt und ab 1975 leitender Arzt der Allergiestation. 1975 habilitierte er sich an der Universität Zürich und dozierte dort von 1985 bis 2003 als Extraordinarius für Dermatologie unter besonderer Berücksichtigung der Allergologie.
Nach seiner Emeritierung wirkte er bis Ende 2006 als Leiter der Abteilung für experimentelle Allergologie und hatte außerdem Lehraufträge an der ETH Zürich und an der Berner Fachhochschule inne. Von 2003 bis 2009 war er als klinischer Allergologe am Spital Zollikerberg und auch konsiliarisch tätig.
Wüthrich verfasste mehr als 1100 Publikationen, davon mehr als 600 peer-reviewed wissenschaftliche Originalarbeiten. Zu seinen Publikationen zählen zwei Monographien und er ist Herausgeber von sieben Fachbüchern. Im März 2015 zeichnete Wüthrich für ein Schwerpunktheft von Der informierte @rzt verantwortlich, das Pollenallergien gewidmet war. Eine Sonderausgabe von Dermatologie Praxis im Jahr 2018 war als Jubiläumsheft zum 80. Geburtstag von Wüthrich konzipiert.
Schwerpunkte von Wüthrichs wissenschaftlichen Arbeit waren Neurodermitis (atopische Dermatitis), Epidemiologie der allergischen Krankheiten,Nahrungsmittelallergien, allergenspezifische Immuntherapie und Hereditäres Angioödem.

## Veröffentlichungen (Auswahl)

### Als Autor
- Zur Immunpathologie der Neurodermitis constitutionalis. Verlag Hans Huber, Bern/Stuttgart/Wien 1975.

### Als Herausgeber
- Nahrungsmittel und Allergie. Dustri Verlag Dr. Karl Feistle, München-Deisenhofen 1996.
- Nahrungsmittel und Allergie 2. Dustri Verlag Dr. Karl Feistle, München-Deisenhofen 2002.
- The Atopy Syndrome in the Third Millennium. In: Curr Probl Dermatol. (Basel, Karger) vol 28, 1999. doi:10.1159/000060596
- mit Thomas Werfel: Nahrungsmittel und Allergie 3. Dustri Verlag Dr. Karl Feistle, München-Dweisenhofen 2010.
- mit C. Ortolani: Highlights in Food Allergy. (= Monogr in Allergy. Vol 32). Karger, Basel 1996, S. 226–227.
- mit L. Jäger, B. Ballmer-Weber, S. Vieths: Nahrungsmittelallergien und -intoleranzen. Immunologie – Diagnostik – Therapie – Prophylaxe. 3. Auflage. Urban & Fischer, München 2008.
- mit K.-Chr. Bergmann, J. Sennekamp: Zur Geschichte der Allergologie. Dustri Verlag Dr. Karl Feistle, München-Deisenhofen 2021.

## Mitgliedschaften (Auswahl)
- Mitglied der Spezialistenkommission der Schweizerischen Gesellschaft für Allergologie und Immunologie (SGAI) 1975–2003, Vizepräsident 1992–98, Präsident 1999–2001
- Mitglied des Vorstandes der Schweizerischen Gesellschaft für Allergologie und Immunologie1980–2002, 1984–1986 als Präsident und 1996–2001 als Schatzmeister
- Präsident der dermato-allergologischen Kommission der Schweizerischen Gesellschaft für Dermatologie (SGDV) 1994–1998
- Mitglied des Vorstandes der Stiftung für Allergie-Forschung in Europa (FARE) 1985–2005, Vizepräsident 1994–97, Präsident 1998–2001
- Gründungsmitglied der Schweizerischen Arbeitsgruppe für Aerobiologie (SAA) 1993, Präsident 1993
- Gründungsmitglied der Schweizerischen Gesellschaft für Aerobiologie (SGA) 1994, Präsident 1994–1996
- Mitglied des Executive Committees der European Academy for Allergology and Clinical Immunology (EAACI) 1986–91, Vizepräsident 1989–1991, und wieder 1995-bis 2001 Schatzmeister
- Vorstandsmitglied des Subcommittee on Adverse reactions to food der EAACI 1991–2001 und Mitglied des Steering Committees über Ethik der EAACI 2001–2003
- Delegierter der SGAI in der Allergy Section der European Union of Medical Specialists (UEMS, Bruxelles) 1996–2002
- 2006 Gründung der Zürcher Gesellschaft für Allergologie (ZGA) und Präsident 2005–2011
- 2009 Gründung der Società Ticinese degli Allergologi e Immunologi Clinici (STAI)

## Preise und Ehrungen
- 1988: Ehrenmitglied der Ungarischen Gesellschaft für Allergie und Immunologie
- 1995: Ehrenmitglied der Schweizerischen Gesellschaft für Allergologie und Immunologie
- 1998: Ehrenmitglied der Schweizerischen Gesellschaft für Aerobiologie
- 1999: Ehrenmitglied der Belgischen Gesellschaft für Allergologie und klinische Immunologie
- 2002: Ehrenmitglied der Deutschen Gesellschaft für Allergologie und klinische Immunologie
- 2002: Ehrenmitglied der Europäischen Akademie für Allergologie und klinische Immunologie
- 2003: Ehrenmitglied der Schweizerischen Gesellschaft für Dermatologie und Venerologie
- 2003: Ehrenmitglied der Società Ticinese di Dermatologia (STD)
- 2005: Gründungsmitglied und 1. Präsident der Zürcher Gesellschaft für Allergologie (ZAG)
- 2010: Ehrenmedaille der Deutschen Gesellschaft für Allergologie und klinische Immunologien für die herausragenden Verdienste um die Allergologie und klinische Immunologie und die Verbindungen zur DGAKI
- 2010: Gründungsmitglied, Ehrenmitglied und 1. Präsident della Società degli Allergologi e Immunologi del Canton del Ticino (STAI)
- 2011: Ehrenmitglied der Zürcher Gesellschaft für Allergologie (ZAG)
- 2014: Ehrenpräsident der Società degli Allergologi e Immunologi clinici ticinesi (STAI)

## Stiftung von Preisen und Stiftungen
- 1996: Gründer der Schweizerischen Neurodermitis Stiftung (SNS)
- 2003: Stiftung eines Allergie Poster-Preis' der Schweizerischen Gesellschaft für Allergologie und Immunologie (SGAI) à 1000 CHF jährlich für 10 Jahre ab 2008
- 2011: Fusion der Stiftung mit dem aha! Allergiezentrum Schweiz und Überführung des Stiftungskapitals in den eigens gegründeten Brunello Wüthrich Neu:rodermitis-Fonds (BWNDF), aus dem Dienstleistungen für Neurodermitis-Betroffene finanziert werden.
- 2021: Stiftung eines Brunello Wüthrich - aha - Neurodermitis Forschungspreis der Schweizerischen Gesellschaft für Allergologie und Immunologie (SGAI) à 1000 CHF jährlich für 10 Jahre